# Diadegma nanus
Diadegma nanus là một loài tò vò trong họ Ichneumonidae.